# Val Galina e Progno Borago
Val Galina e Progno Borago este o arie protejată (arie specială de conservare — SAC, sit de importanță comunitară — SCI) din Italia întinsă pe o suprafață de 989 ha, integral pe uscat.

## Localizare
Centrul sitului Val Galina e Progno Borago este situat la coordonatele 45°30′04″N 10°59′38″E / 45.501111°N 10.993889°E.

## Înființare
Situl Val Galina e Progno Borago a fost declarat sit de importanță comunitară în septembrie 1995 pentru a proteja 14 specii de animale. Situl a fost protejat și ca arie specială de conservare în iulie 2018.

## Biodiversitate
Situată în ecoregiunea continentală, aria protejată conține 1 habitat natural: Pajiști uscate seminaturale și facies de acoperire cu tufișuri pe substraturi calcaroase (Festuco-Brometalia) (* situri importante pentru orhidee).
La baza desemnării sitului se află mai multe specii protejate:
- păsări (11): ciuf-de-pădure (Asio otus), caprimulg (Caprimulgus europaeus), presură bărboasă (Emberiza cirlus), Hippolais polyglotta, sfrâncioc roșiatic (Lanius collurio), sfrâncioc cu cap roșu (Lanius senator), ciuf-pitic (Otus scops), viespar (Pernis apivorus), Ptyonoprogne rupestris, sitar de pădure (Scolopax rusticola), silvie mediteraneană (Sylvia melanocephala)
- amfibieni (1): izvoraș-cu-burta-galbenă (Bombina variegata)
- nevertebrate (2): croitorul mare al stejarului (Cerambyx cerdo), rădașcă (Lucanus cervus)

Pe lângă speciile protejate, pe teritoriul sitului au mai fost identificate 4 specii de plante.